# Samarbejdsudvalg
Et samarbejdsudvalg fungerer på offentlige og private arbejdspladser i Danmark som et organ for drøftelser mellem arbejdsgivere og ansatte.
Området er i Danmark typisk henlagt til kollektive aftaler mellem hovedorganisationerne.
I midten af 1990'erne blev aftalerne om samarbejdsudvalg suppleret med Loven om europæiske samarbejdsudvalg, der gennemfører et EU-direktiv.
| Erhverv og erhvervsliv | Spire Denne artikel om erhverv, erhvervsliv og arbejdsmarked er en spire som bør udbygges. Du er velkommen til at hjælpe Wikipedia ved at udvide den. |